# Vasili Malyshkin
Vasili Fiódorovich Malyshkin (en ruso: Василий Фёдорович Малышкин; 26 de diciembre de 1896 - 1 de agosto de 1946) fue un general soviético durante la Segunda Guerra Mundial. Durante la Operación Tifón, fue hecho prisionero y posteriormente se unió a las fuerzas alemanas, convirtiéndose en un miembro destacado y propagandista del Comité para la Liberación de los Pueblos de Rusia (KONR). Tras el colapso del Tercer Reich, fue detenido por las tropas estadounidenses, quienes luego lo entregaron a las autoridades soviéticas, siendo finalmente ejecutado por cargos de traición.

## Carrera militar
Vasili Malyshkin nació el 26 de diciembre de 1896 en la mina Markov, cerca de Donetsk, en una familia de origen ruso. Entre agosto de 1908 y junio de 1916, cursó estudios en un instituto de Novocherkask. En octubre de 1916, se unió al ejército como soldado raso en el 252.º Regimiento de Reserva. Poco después, en junio de 1917, ingresó en la Escuela de Infantería de Chujúyiv y, tras graduarse, regresó a su antiguo regimiento con el rango de Praporshchik. Se incorporó al Ejército Rojo en abril de 1918, inicialmente como comandante de una compañía del 2.º Regimiento Rojo de Donetsk durante la Guerra Civil Rusa. En mayo de ese año, ascendió a comandante de batallón y se desempeñó como subcomandante del 334.º Regimiento de Fusileros. Para septiembre, fue promovido a comandante del 319.º Regimiento de Fusileros. En febrero de 1920, fue transferido al 351.º Regimiento de Fusileros y, más tarde, en abril, al 174.º Regimiento de Fusileros. Durante el conflicto, fue herido en dos ocasiones, lo que le valió las condecoraciones de la Orden de la Bandera Roja y la Orden de la Insignia de Honor en reconocimiento a su valentía. En abril de 1921, asumió el mando del 7.º Regimiento de Fusileros del Cáucaso. Más tarde, en octubre de 1924, ingresó en la Academia Militar del Ejército Rojo, donde se graduó en junio de 1927.Tras completar sus estudios, fue designado miembro del Estado Mayor de la 33.ª División de Fusileros en Mogilev. A partir de octubre de 1930, comenzó a enseñar en el curso Vystrel para oficiales de infantería en Moscú. En diciembre de 1933, asumió la dirección de una escuela de infantería en Kiev. Luego, en mayo de 1935, fue nombrado comandante de la 99.ª División de Fusileros. Finalmente, en diciembre de 1936, fue transferido a Chitá, donde asumió el cargo de subcomandante del Distrito Militar de Transbaikalia. En agosto de 1937, fue designado comandante del 57.º Cuerpo Especial en Ulán-Udé.
El 9 de agosto de 1938, Malyshkin fue arrestado por la NKVD, acusado de ser un enemigo del pueblo y de participar en actividades de espionaje y conspiración antisoviética. Durante los primeros interrogatorios, admitió estos cargos, pero cuando su caso fue presentado ante el Colegio Militar de la Corte Suprema de la URSS, retiró su confesión. Sin embargo, los dos principales testigos en su contra, Mijaíl Velikanov, comandante del Distrito Militar de Transbaikalia, y su adjunto Elkys, ya habían sido ejecutados, lo que impidió un contrainterrogatorio que podría haber aclarado su situación. En octubre de 1939, ante la falta de pruebas concluyentes, el juicio fue suspendido y Malyshkin fue absuelto. Poco después, en diciembre de ese mismo año, retomó su carrera como instructor en una escuela de infantería. El 12 de julio de 1941, fue asignado al Estado Mayor del 19.º Ejército con el rango de Kombrig (comandante de brigada). Sin embargo, a principios de octubre, las fuerzas soviéticas, incluyendo los ejércitos 19.º, 20.º, 24.º y 32.º, quedaron rodeadas cerca de Viazma durante la Operación Tifón. Tras un intento fallido de romper el cerco el 11 de octubre, Malyshkin fue capturado por una patrulla alemana durante la noche del 24 de octubre. En el momento de su captura, vestía ropa civil e intentó ocultar su identidad, identificándose como un simple soldado llamado Volodin. No obstante, su verdadero rango fue descubierto después de ser llevado a un campo de prisioneros en Viazma, donde fue interrogado. Aunque inicialmente proporcionó información desactualizada para evitar comprometer a sus compañeros, finalmente fue transferido a un campo de prisioneros de guerra en Smolensk. En enero de 1942, fue trasladado nuevamente, esta vez al campo de prisioneros de Fürstenberg, a orillas del río Óder.

## Deserción

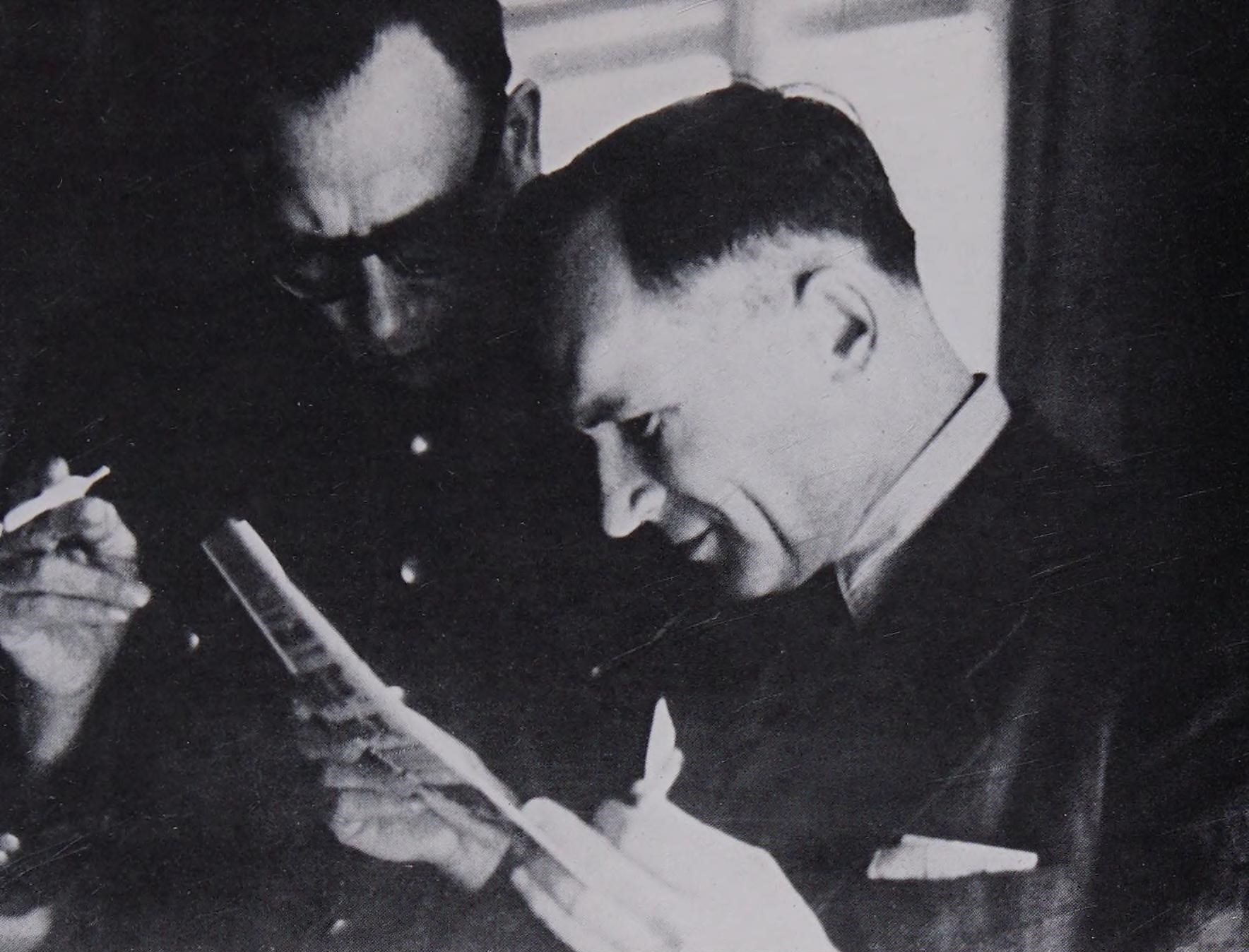
Vlásov y Malyshkin

En abril de 1942, Malyshkin decidió colaborar con las fuerzas alemanas y comenzó un curso de formación para propagandistas colaboracionistas. A finales de ese año, conoció a Wilfried Strik-Strikfeldt, quien le facilitó el traslado a una oficina central de propaganda en Berlín. Allí se unió a Andréi Vlásov para formar el Comité para la Liberación de los Pueblos de Rusia (KONR), una organización anticomunista respaldada por el Eje, cuyo objetivo era derrocar al régimen de Iósif Stalin. El 24 de enero de 1943, Malyshkin proporcionó a un funcionario del Ministerio de Asuntos Exteriores alemán información secreta sobre los planes militares soviéticos previos a la guerra con Alemania. Poco después, en marzo, asumió el cargo de editor del periódico Zarya y organizó el primer Congreso Antibolchevique, formado por exsoldados del Ejército Rojo en Dabendorf. En marzo de 1944, realizó una gira de propaganda por las unidades del Ejército Ruso de Liberación en el sur de Francia, dando conferencias para fortalecer el apoyo a su causa. En noviembre del mismo año, fue nombrado miembro del presidium del KONR, asumiendo la dirección de su departamento organizativo. El 6 de febrero de 1945, con las fuerzas aliadas acercándose a Berlín, Malyshkin evacuó a Karlovy Vary para evitar ser capturado. El 29 de abril, inició conversaciones con un oficial de inteligencia del Ejército de los Estados Unidos en Europa, buscando asilo político para los líderes del KONR. Sin embargo, el 9 de mayo fue capturado junto a otros miembros de su organización por las fuerzas estadounidenses. El 25 de marzo de 1946, fue entregado, esposado, a las autoridades soviéticas y trasladado a Moscú, donde fue interrogado por la contrainteligencia militar SMERSH. El 18 de abril se declaró culpable de traición y, el 1 de agosto, fue ejecutado en la prisión de Butyrka mediante ahorcamiento.